# أثاناسيوس كوستولاس
أثاناسيوس كوستولاس (باليونانية: Θανάσης Κωστούλας)‏ (24 مارس 1976 بفولوس في اليونان - ) هو لاعب كرة قدم يوناني في مركز الظهير. شارك مع منتخب اليونان لكرة القدم. أما مع النوادي، فقد لعب مع أوليمبياكوس فولو وسكودا زانثي ونادي أستيراس تريبوليس ونادي أولمبياكوس وKalamata F.C. ‏.

## مسيرته الكروية
لعب أثاناسيوس كوستولاس خلال مسيرته الاحترافية مع 5 أندية في ثلاثة وعشرون موسمًا وسجل خلالها 4 أهداف ضمن 448 مباراة. حيث فاز في موسمين بالكأس وفي سبعة مواسم بالدوري.
خاض أثاناسيوس كوستولاس مسيرته مع نادي أوليمبياكوس فولو في موسم 1993–94 في المرة الأولى لمدة موسم واحد ثم في موسم 2012–13 ولمدة موسمين، مشاركًا طوالها في 61 مباراة سجل خلالها 3 أهداف. ثم انتقل إلى Kalamata F.C. ‏ في موسم 1994–95 ليلعب معه خمسة مواسم، حيث شارك في 134 مباراة ولم يسجل أي هدف. لينتقل بعدها إلى نادي أولمبياكوس في موسم 1999–00 ليلعب معه ثمانية مواسم، مشاركًا في 130 مباراة سجل خلالها هدفًا واحدًا. ثم انتقل إلى نادي سكودا زانثي في موسم 2006–07 ليلعب معه خمسة مواسم، مشاركًا في 117 مباراة ولم يسجل أي هدف. هذا وانتقل لاحقًا إلى نادي أستيراس تريبوليس في موسم 2011–12 ولمدة موسمين، مشاركًا في 6 مباريات ولم يسجل أي هدف أيضًا.

## وصلات خارجية
- أثاناسيوس كوستولاس على موقع قاعدة بيانات كرة القدم.إي يو (الإنجليزية)
- أثاناسيوس كوستولاس على موقع ناشيونال فوتبول تيمز (الإنجليزية)
- أثاناسيوس كوستولاس على موقع Soccerway.com (الإنجليزية)